# Comuna de Bojanów
Bojanów (polaco: Gmina Bojanów) é uma gminy (comuna) na Polónia, na voivodia de Subcarpácia e no condado de Stalowowolski. A sede do condado é a cidade de Bojanów.
De acordo com os censos de 2004, a comuna tem 7160 habitantes, com uma densidade 39,9 hab/km².

## Área
Estende-se por uma área de 179,6 km², incluindo:
- área agricola: 30%
- área florestal: 55%

## Demografia
Dados de 30 de Junho 2004:
|                      | Total   | Total | Mulheres | Mulheres | Homens  | Homens |
| -------------------- | ------- | ----- | -------- | -------- | ------- | ------ |
|                      | pessoas | %     | pessoas  | %        | pessoas | %      |
| População            | 7160    | 100   | 3506     | 49       | 3654    | 51     |
| Densidade (pop./km²) | 39,9    | 100   | 19,5     | 19,5     | 20,3    | 20,3   |

De acordo com dados de 2002, o rendimento médio per capita ascendia a 1305,96 zł.

## Subdivisões
- Bojanów, Bojanów za Rzeką, Burdze, Cisów Las, Gwoździec, Korabina, Kozły Załęże, Laski, Maziarnia, Przyszów, Ruda, Stany.

## Comunas vizinhas
- Dzikowiec, Grębów, Jeżowe, Majdan Królewski, Nisko, Nowa Dęba, Stalowa Wola